# 国立病院機構甲府病院
独立行政法人国立病院機構甲府病院（どくりつぎょうせいほうじんこくりつびょういんきこうこうふびょういん）は、山梨県甲府市にある医療機関。独立行政法人国立病院機構が運営する病院である。旧国立甲府病院及び旧国立療養所西甲府病院。政策医療分野における成育医療、重症心身障害の専門医療施設である。

## 沿革
(旧国立甲府病院)
- 1909年 歩兵第49連隊（甲府連隊）の誘致に際して、甲州財閥の若尾民造が提供・買収して集積した用地のなかに甲府衛戍病院として創設
- 1936年 甲府陸軍病院となる
- 1945年12月1日 陸軍解体により厚生省へ移管、国立甲府病院となる
- 1953年 国立療養所甲府病院と改称
- 1962年 国立甲府病院と改称
- 2001年1月6日 厚生労働省移管
- 2004年4月1日 独立行政法人へ移行、国立病院機構甲府病院となる

(旧国立病院機構西甲府病院)
- 1943年 山梨県立結核療養所として創設、その後日本医療団に移管
- 1947年 厚生省へ移管、国立療養所山梨清楽荘となる
- 1979年 国立療養所西甲府病院と改称
- 2001年 厚生労働省へ移管
- 2004年4月1日 独立行政法人へ移行、国立病院機構西甲府病院となる
- 2004年10月1日 国立病院機構甲府病院と国立病院機構西甲府病院を甲府病院の地において統合。統合時の西甲府病院の地番は山梨県甲府市山宮町3368。

## 診療科
- 内科
- 呼吸器科
- 消化器科
- 循環器科
- 小児科
- 外科
- 整形外科
- 泌尿器科
- 産婦人科
- 眼科
- 耳鼻咽喉科
- リハビリテーション科
- 放射線科

## 主な機能
- 周産期母子医療センター
- スポーツ･膝疾患治療センター[1]
  - 2007年6月に整形外科にスポーツ・膝（ひざ）疾患治療センターを開設。スポーツが原因の傷害（ケガ）、特に膝関節疾患の治療を積極的におこなうことを目的としたセンターで、アスリートを中心に多くの患者のために積極的に活動している。
- エイズ治療拠点病院

## 交通アクセス
- JR甲府駅北口1番乗り場より山梨交通バス14系統「HANAZONOホスピタル」行き、15系統「上帯那」行き、16・17系統「塚原」行きのいずれかに乗車し、「国立病院」バス停下車。
- JR甲府駅北口から徒歩30分。
- JR南甲府駅より山梨交通バス17系統「塚原」行きに乗車し、「国立病院」バス停下車